# Langenthal
Langenthal är en stad och kommun i distriktet Oberaargau i kantonen Bern, Schweiz. Kommunen har 16 077 invånare (2023).
Den 1 januari 2010 inkorporerades kommunen Untersteckholz in i Langenthal och den 1 januari 2021 inkorporerades kommunen Obersteckholz.